# Aramu

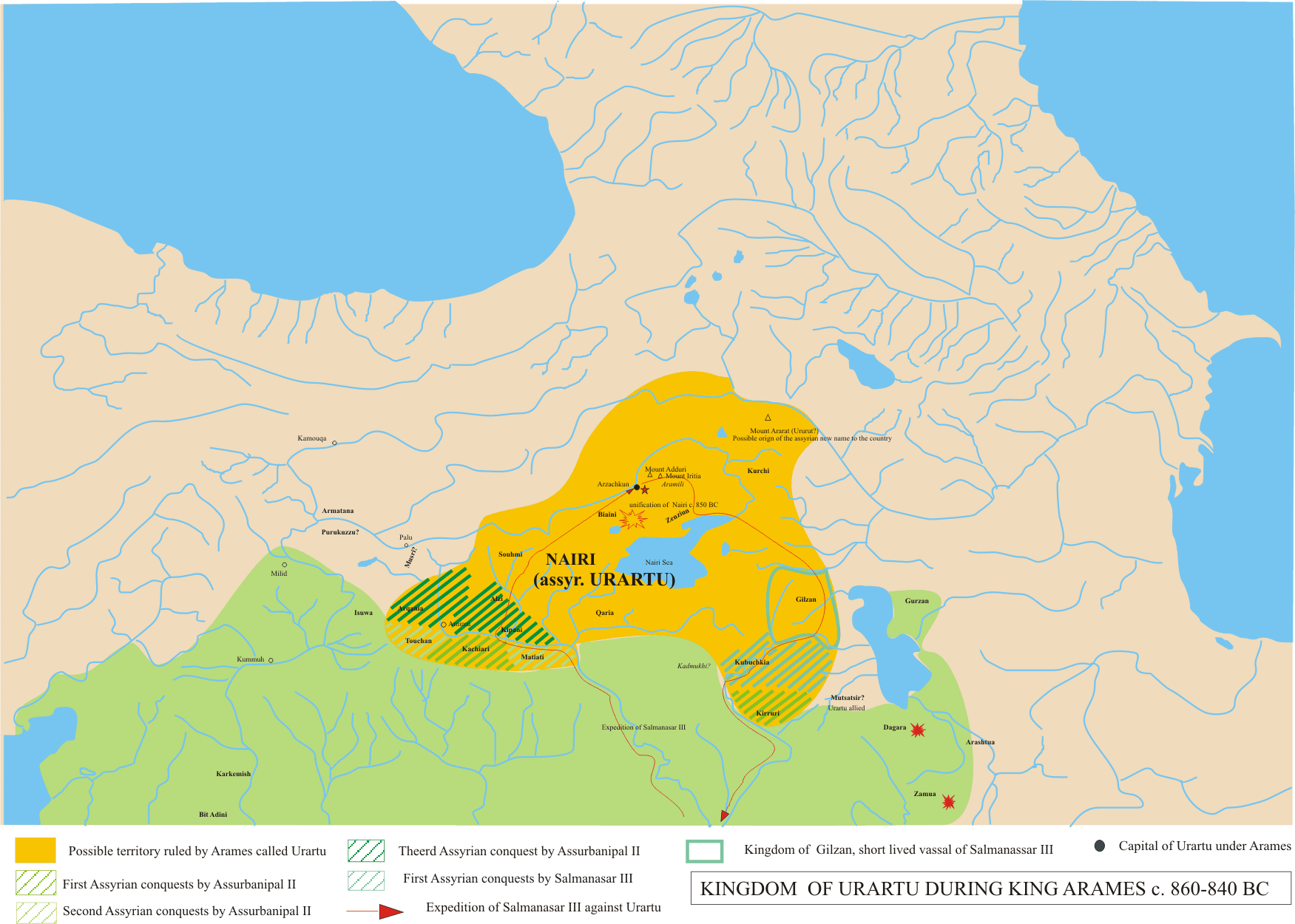
Urartu durante o reinado de Aramu

Aramu ou Arame (r. 858–844 a.C.) foi o primeiro rei conhecido de Urartu.
Aramu, que viveu durante o período de Salmanaser III (r. 859–824 a.C.), uniu a tribo nairi contra a ameaça do Império Assírio. Sua capital, Arzascum, foi conquistada por Salmanaser.
Já sugeriu-se que Aramu seria o protótipo tanto de Arã quanto de Ara, o Belo, dois dos antepassados lendários do povo armênio. Moisés de Corene, em sua História (1.5), o posiciona seis ou sete gerações depois de Haico, na cronologia de Mikayel Chamchian, datada dos século XVIII ao XIX a.C.